# Astragalus taochius
Astragalus taochius är en ärtväxtart som beskrevs av Jurij Nikolajevitj Voronov. Astragalus taochius ingår i släktet vedlar, och familjen ärtväxter. Inga underarter finns listade i Catalogue of Life.